# Ґергард Маркс
Ґергард Маркс (нім. Gerhard Wilhelm Albert Marcks; 18 лютого 1889, Берлін — 13 листопада 1981 року, Бургброль, Айфель) — німецький скульптор і графік, один з найбільших скульпторів ХХ століття.

## Життєпис
Ґергард Маркс народився в Берліні 18 лютого 1889 року. З 1908 року Маркс працював у скульптурній майстерні під керівництвом Георга Кольбе й Августа Гаула. У 1912–1913 роках Маркс проходив військове навчання в Любеку. Згодом він співпрацював з Вальтером Ґропіусом.
У 1914 році скульптор одружився з Марією Шмідтляйн. Брав участь у Першій світовій війні, але у зв'язку з хворобою в 1916 році був комісований. У 1917 році Маркс вступив на фаянсову фабрику, там створював кольорові статуетки тварин. У 1918 році він вступив у Державну школу прикладного мистецтва до класу Бруно Пауля. У 1919 році був запрошений у Веймар і брав участь в проекті Баугауз. У 1920 році очолив відділення художньої кераміки в школі у Фейнінгері.
З 15 вересня 1925 року викладав у Вищій школі мистецтва та дизайну в Галле. Мав кілька робочих поїздок у Париж, в Італію і Грецію. Він створив скульптурну пару корови й коня в Гібіхенштайнбрюкке. У тому ж році Ґергард Маркс був відзначений премією Вілла-Романа і став ректором Вищої школи в Галле.
Після приходу до влади нацистів у Німеччині 1933 року Маркс був звільнений з керованої ним школи (перед цим Маркс висловлювався проти вигнання його колег і студентів нацистами) і переїхав до Аренсгопа. З 1936 року жив і працював у Берліні. У 1937 році націонал-соціалісти конфіскували вісімдесят шість робіт скульптора в німецьких музеях, п'ять з них представили на виставці «дегенеративного мистецтва».
У 1945 році скульптор був запрошений у Земельну школу мистецтв у Гамбурзі, з 1950 року працював як вільний художник у Кельні. З 1955 року Маркс був членом Берлінської Академії мистецтв. На початку 1970-х років скульптор поїхав до Айфеля, у сільській місцевості купив будинок. Помер у 1981 році.
У 1971 році в м. Бремені відкрився Будинок Ґергарда Маркса, який став центром дослідження його творчості та музеєм сучасної скульптури.

## Творчість
Найвідомішою роботою Ґергарда Маркса є скульптура бременських музикантів. Підтримував ідею модернізації мистецтва і приєднався до проєкту в перші роки існування Баугаузу. Він став одним з перших викладачів школи. «Архітектори, скульптори, живописці — все повинні повернутися до ремісничого виробництва», — було його девізом. Цим Маркс і його сподвижники вирізнялися на тлі того Баугаузу, за який ратував після 1923 року Мартін Ґропіус — орієнтований на техніку і промисловість. Маркс працював у скульптурній майстерні з порцеляною і створив численні статуетки тварин. Займався  ксилографією і різьбленням по дереву.
Остання велика робота Ґергарда Маркса в бронзі  Прометей, схоплений орлом («Prometheus unter dem Adler») .

## Відзнаки
У 1914 році Маркс виставляв роботи на Берлінському Сецесіоні. Після Другої світової війни він брав участь у венеціанських бієнале. У 1954 році він отримав премію в галузі мистецтва землі Північний Рейн-Вестфалія, у 1955 році — премію в галузі мистецтва міста Берліна. У 1952 році скульптор став лицарем ордена Pour le Mérite. У 1979 році був нагороджений Командорським хрестом.
У 1980 році з художником Максом Ернстом і композитором Карлгайнцом Штокгаузеном став почесним членом Академії мистецтв (Academy of Letters) у Нью-Йорку.

## Галерея

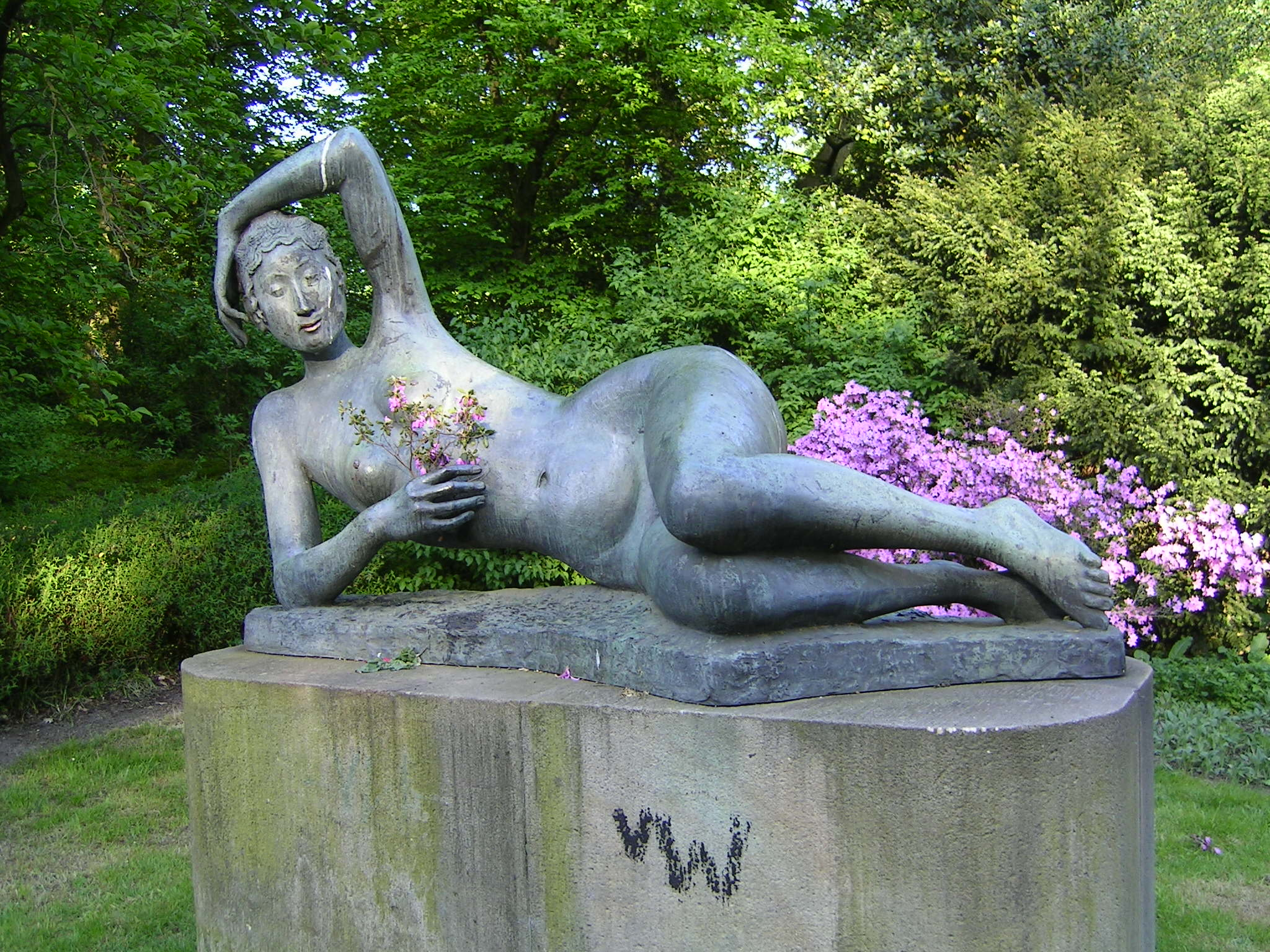
Егіна
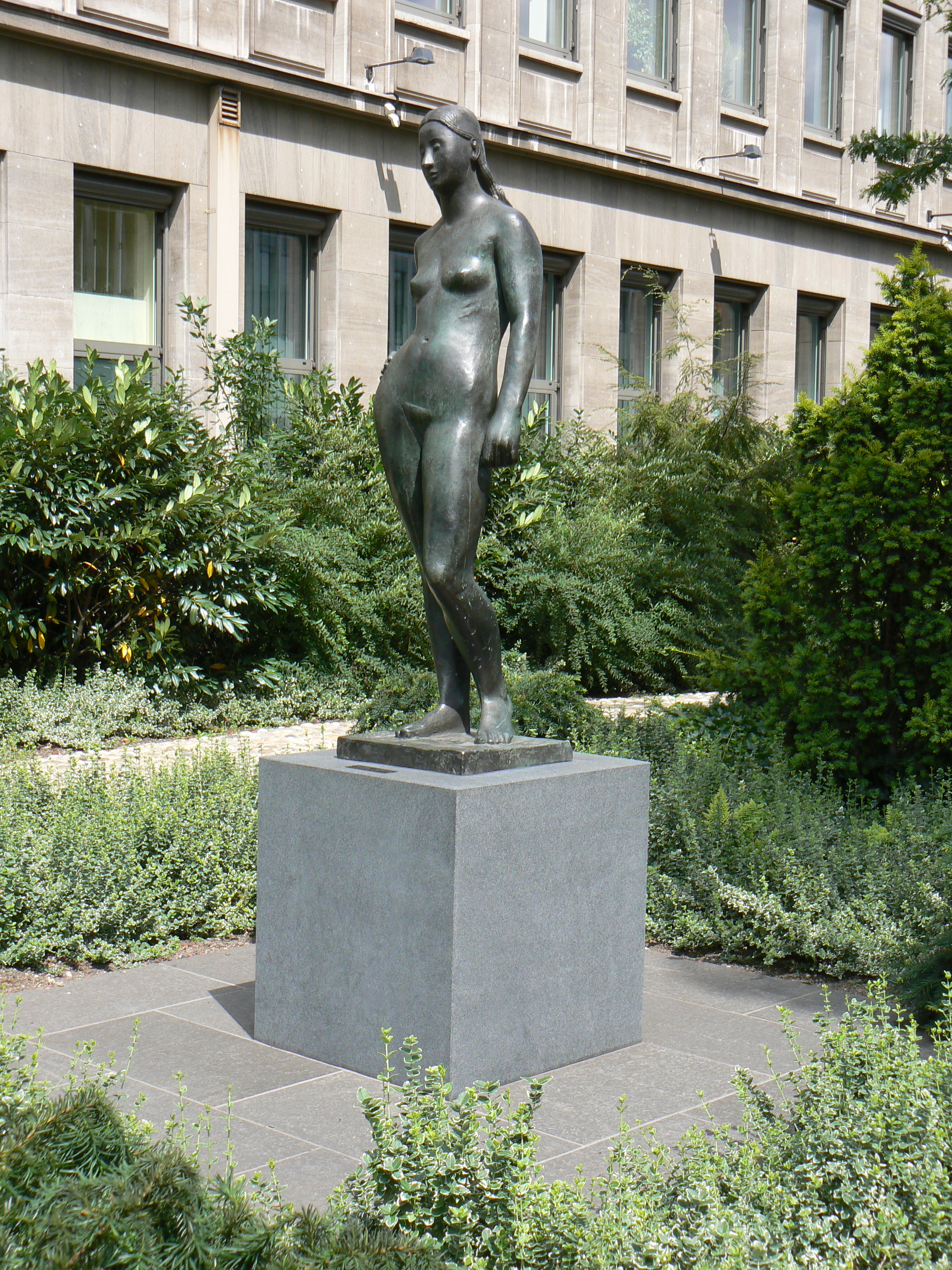
Фрея (1950)
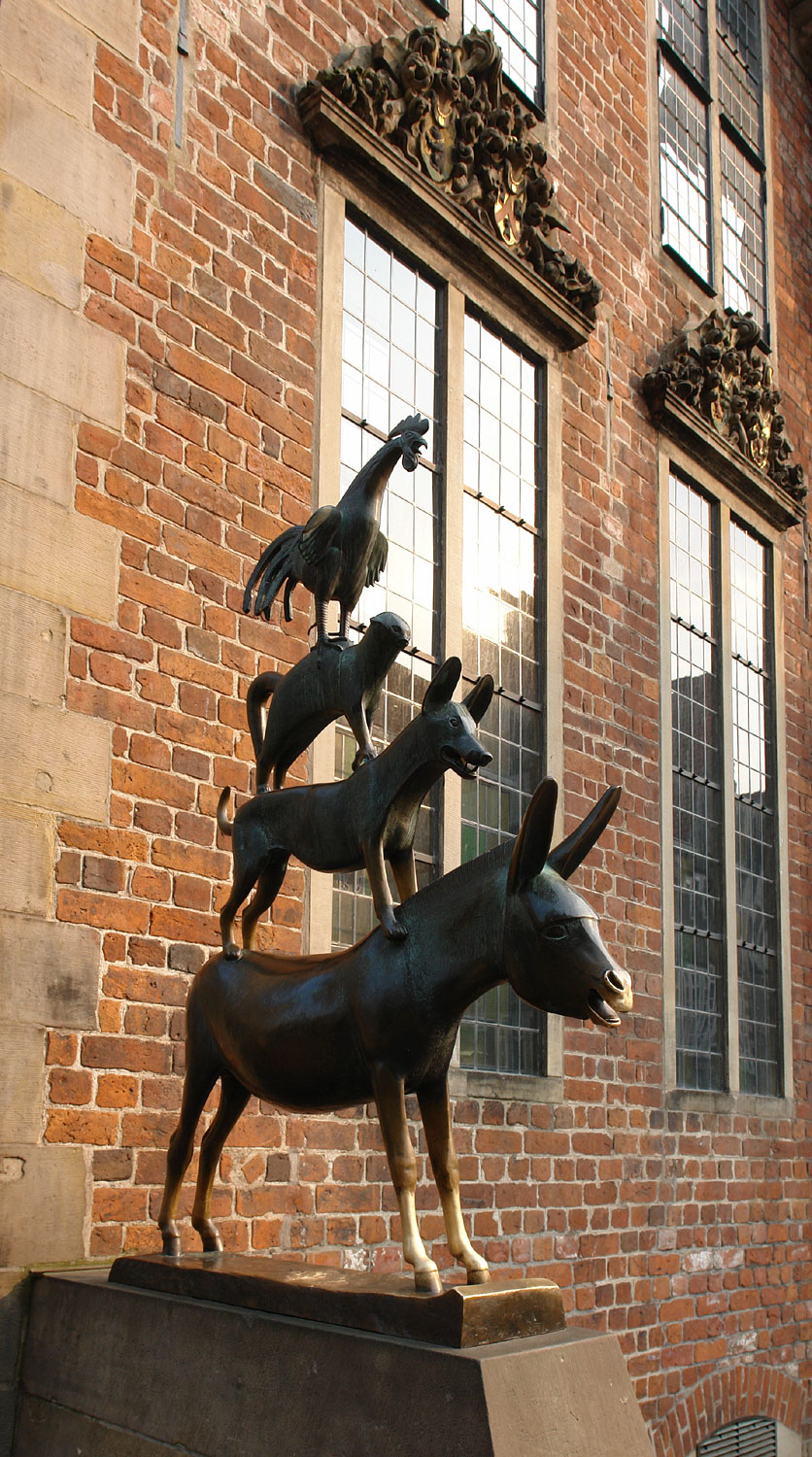
Бременські музиканти (1953)
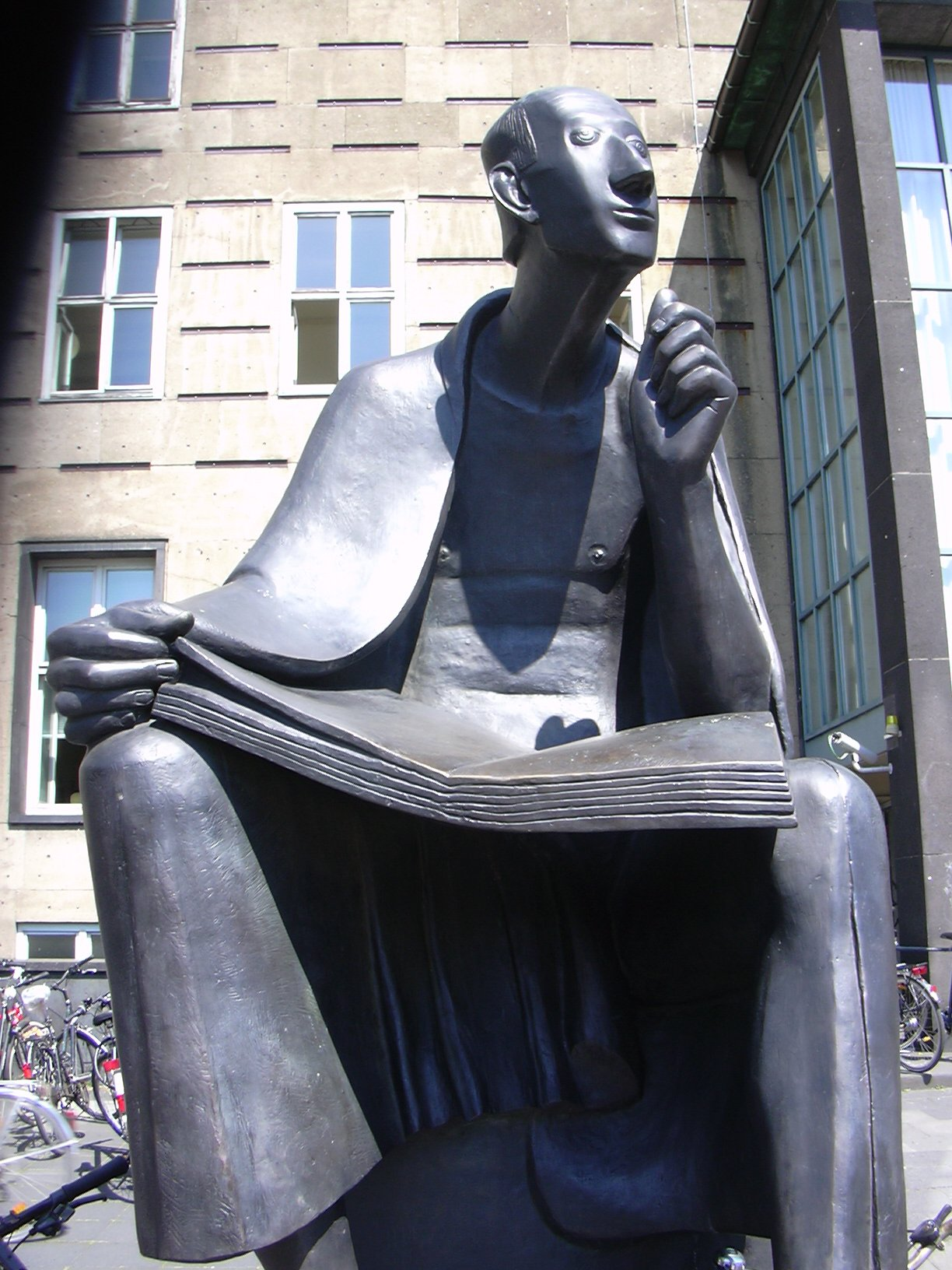
Альберт Великий (1956)
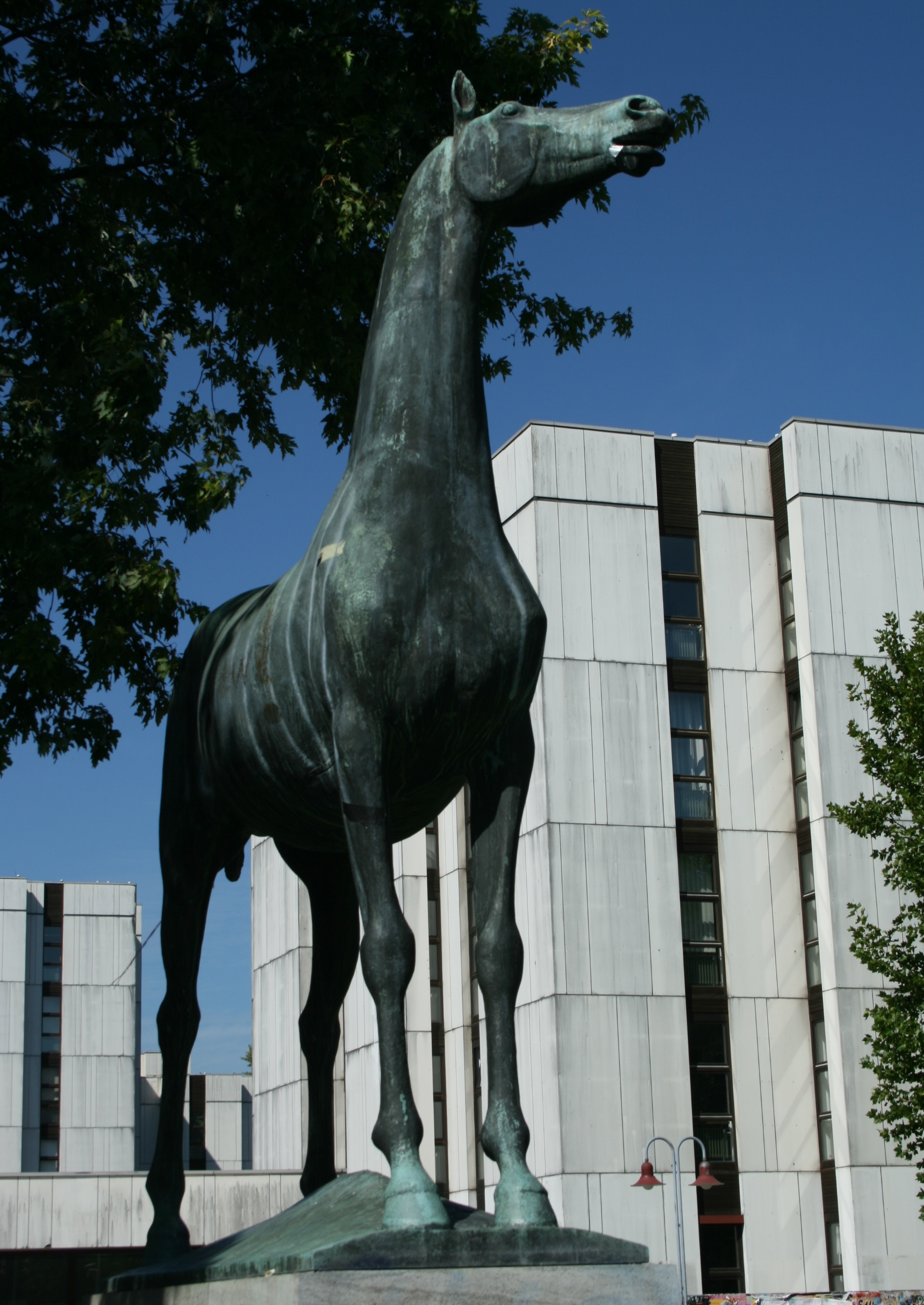
Кінь, який сміється (1961)
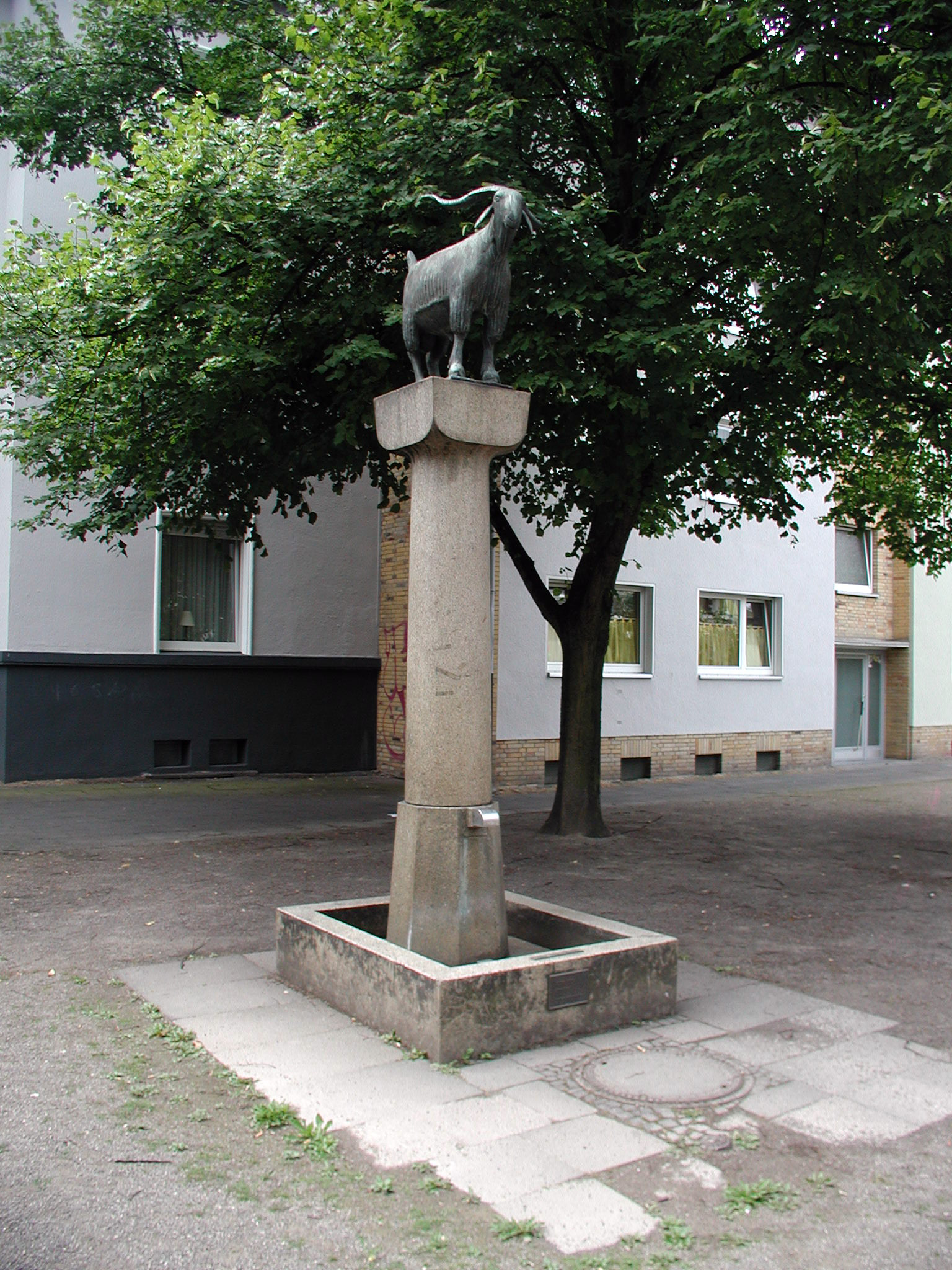
Дюкський козел (1963)
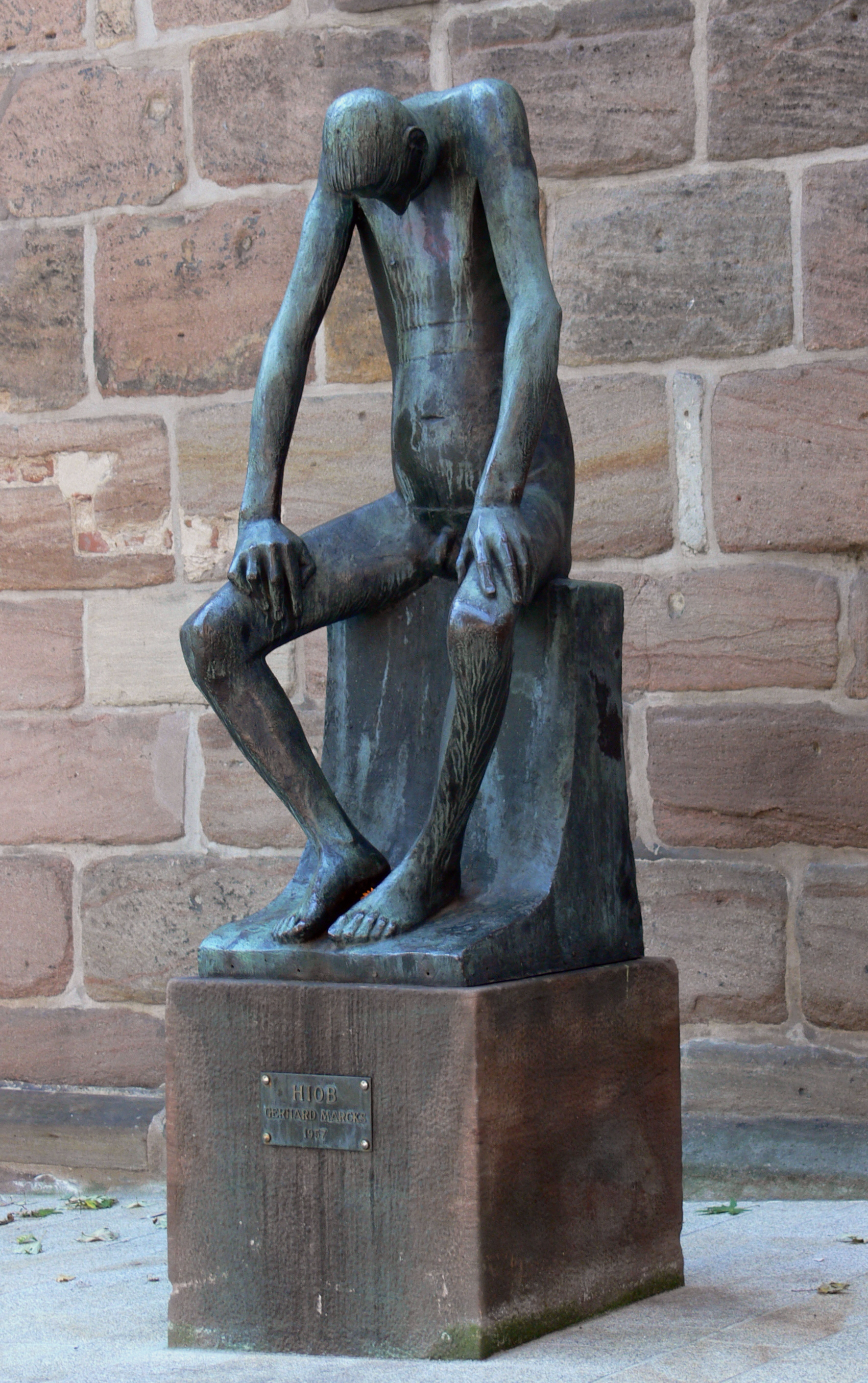
Іов (1957)
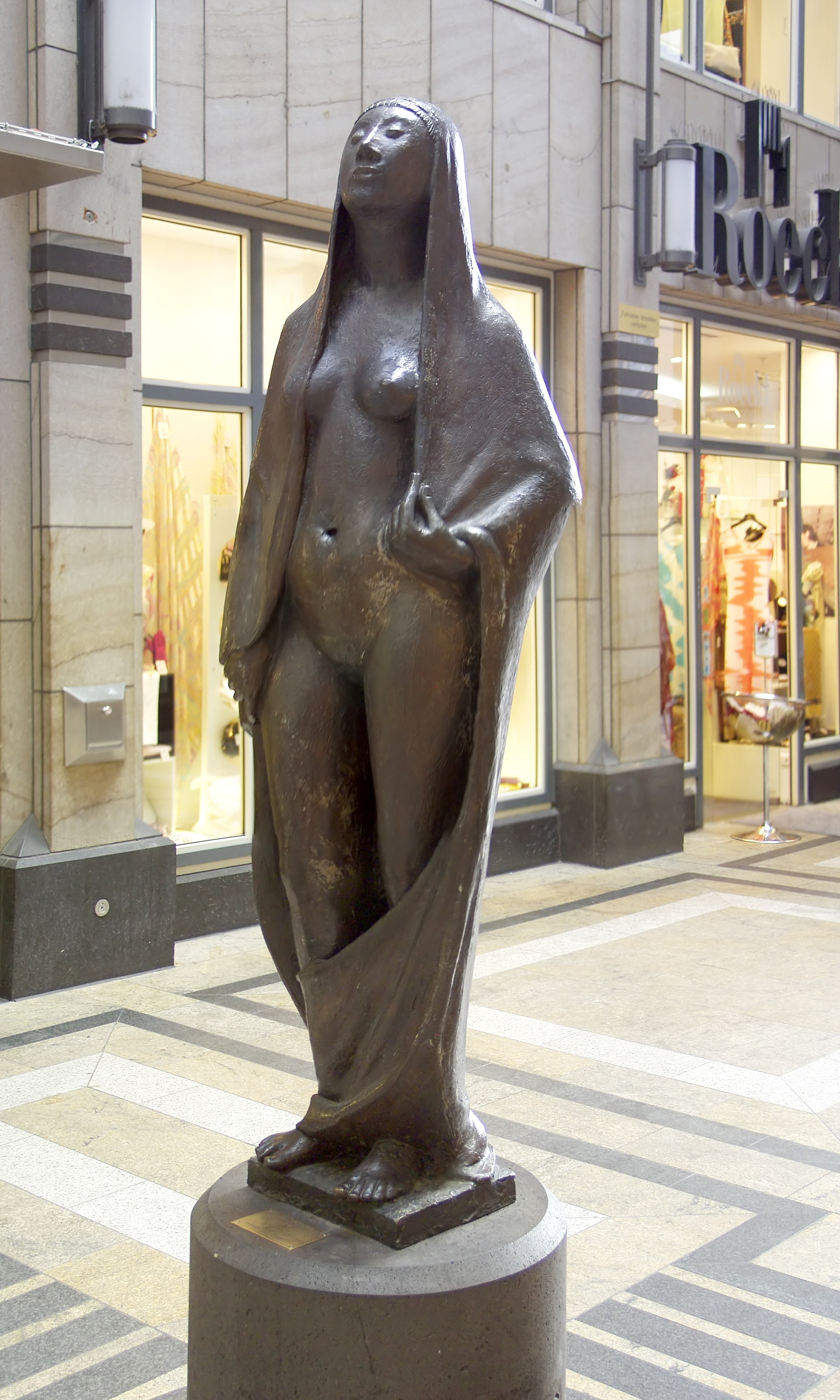
Гея II (1965)
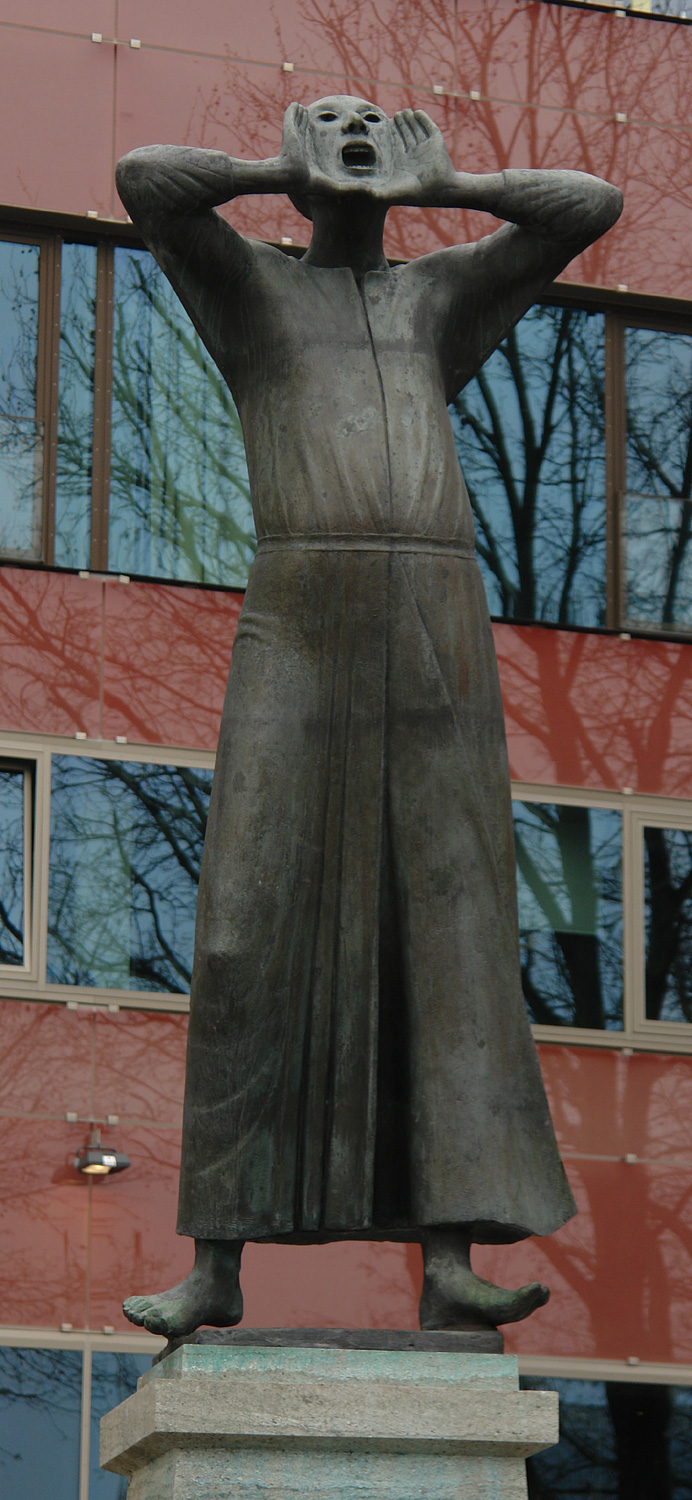
(1967)
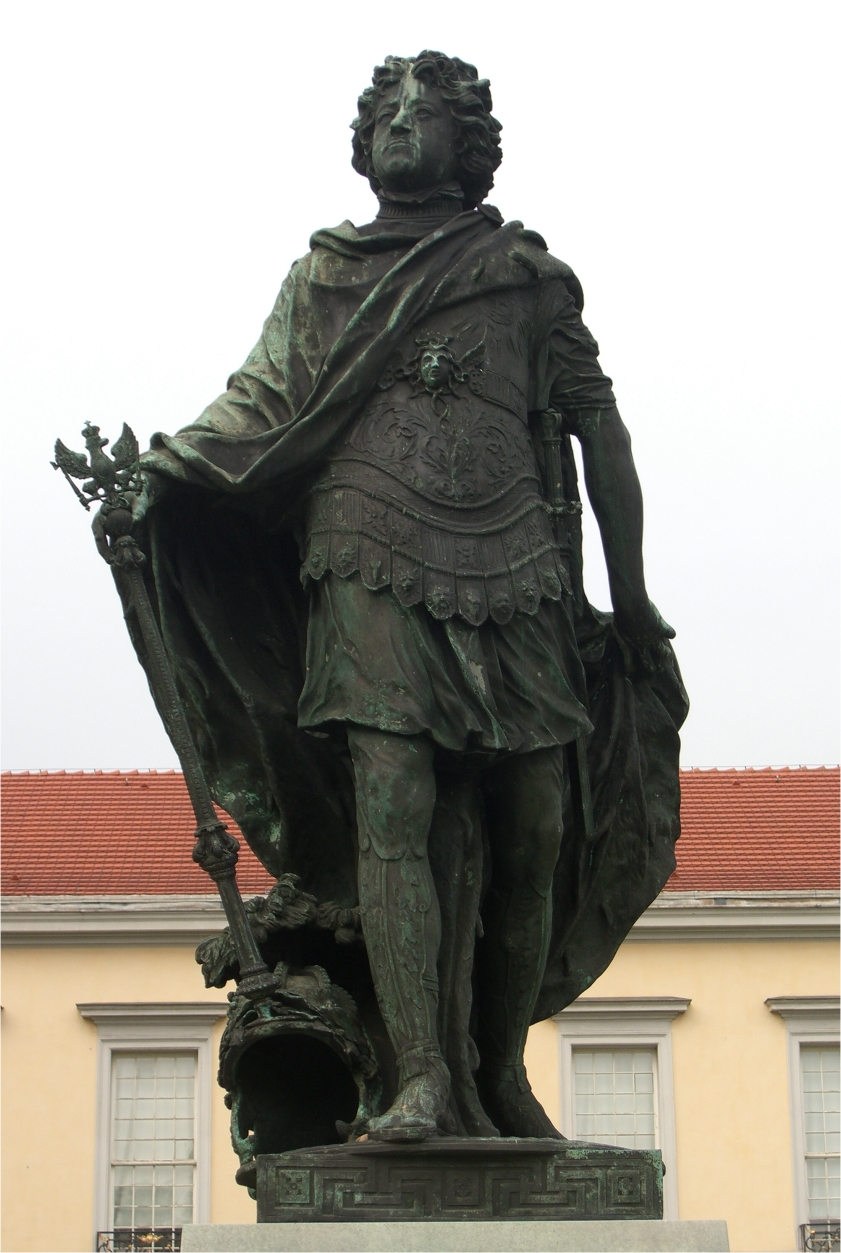
Пам'ятник королю Фрідріху I Пруському